# Милдред Харис
Милдред Харис (енгл. Mildred Harris; Шајен, 18. април 1901 — Холивуд, 20. јул 1944) била је америчка позоришна, филмска и водвиљска глумица, током раних година 20. века. Каријеру је започела као дечија глумица, са 10 година. Била је удата за Чарлија Чаплина.
Године 1960. постхумно јој је додељена звезда на Холивудској стази славних.